# لويس ديفيد
لويس ديفيد (بالفرنسية: Louis David)‏ (و. 1927 – م) هو أستاذ جامعي، وجيولوجي، من فرنسا.

## جوائز
حصل على جوائز منها:
- وسام جوقة الشرف.[3]